# Hantec
Hantec je jedinstveni sleng kojim govore stanovnici grada Brna. Posebni je argot, razvijao se stoljećima kroz suživot domaćeg stanovništva Moravaca s kasnijim srednjovjekim doseljenicima kao što su Nijemci, Talijani i Židovi. 
U 19. stoljeću i početkom 20. stoljeća bio je vrlo razumljiv među nižim slojima stanovništva, ali nerazumljiv drugima. Danas je skoro izumro, osim među starijim stanovnicima. Ipak, brojne riječi i izrazi su ostali u suvremenom slengu brnjanske mladeži. 
Primjer: češka riječ za 'sunce' je slunce; na hantecu je zoncna, a 'tramvaj' (munjovoz) je šalina.